# Gallosemidalis eocenica
Gallosemidalis eocenica là một loài côn trùng trong họ Coniopterygidae thuộc bộ Neuroptera. Loài này được Nel et al. miêu tả năm 2005.